# حمض بيروكسي أحادي الفسفوريك
حمض بيروكسي أحادي الفوسفوريك هو حمض أكسجيني للفوسفور صيغته H3PO5، ويوجد على شكل سائل لزج عديم اللون.
يرمز له اختصاراً PMPA، وتسمى أملاحه بيروكسي أحادي الفوسفات.

## التحضير
يحضر هذا الحمض من تفاعل خماسي أكسيد الفوسفور مع بيروكسيد الهيدروجين المركز في وسط عضوي مثل الأسيتونتريل ورباعي كلوريد الكربون:
{\displaystyle \mathrm {P_{4}O_{10}+4\,H_{2}O_{2}+2\,H_{2}O\rightarrow 4\,H_{3}PO_{5}} }
يستحصل أيضاً على هذا الحمض من معالجة حمض الفوسفوريك بغاز الفلور، حيث ينتج بيروكسي ثنائي حمض الفوسفوريك في المزيج أيضاً.

## الخواص
يوجد هذا المركب في الشروط القياسية على شكل سائل عديم اللون، وهو قابل للامتزاج مع المذيبات العضوية مثل الأسيتونتريل والديوكسان.
يخضع هذا الحمض في المحاليل المائية ببطء إلى تفاعل تحلل مائي (حلمهة).
{\displaystyle \mathrm {H_{3}PO_{5}+H_{2}O\rightarrow H_{2}O_{2}+H_{3}PO_{4}} }

## الاستخدامات
نظراً لخواصه المؤكسدة القوية فهو يستخدم لتفاعلات الأكسدة في المختبرات الكيميائية لعدد من التفاعلات؛ فيمكن الحصول من الستيلبين على الإيبوكسيد الموافق:
كما يتأكسد ثنائي فينيل الأسيتيلين بواسطته ليعطي البنزل:
كما يؤكسد الميسيتيلين إلى الميسيتول (6,4,2-ثلاثي ميثيل الفينول):